# Werl
Werl település Németországban, azon belül Észak-Rajna-Vesztfália tartományban. Lakosainak száma 30 938 fő (2023. december 31.). Werl Ense és Welver községekkel határos.

## Fekvése
Dortmundtól és Unnától keletre, a B1-es út mellett fekvő település.

## Története
Werl már a kőkorszakban is lakott hely volt. Nevét a Von Werl grófok-tól kapta. A 9. és 12. század között az ő birtokuk volt ez a környék.

## Nevezetességek
- Probsteikirche - Temploma - a 16. században épült gótikus stílusban. Tornya késő román stílusú. Eredetileg itt volt az amadonnakép, amelyet 1661-ben kapott a város a soesti Mezők templomától (Wiesenkirche), majd mikor 1906-ban elkészült a ferencesrendiek új bazilikája (Wallfahrtsbasilika), itt helyezték el a 13. századból származó Székes Madonna (Stuhlmadonna) képet.
- Ferencesrendiek múzeuma - benne kínai, japán és brazil gyüjtemények láthatók.

## Galéria

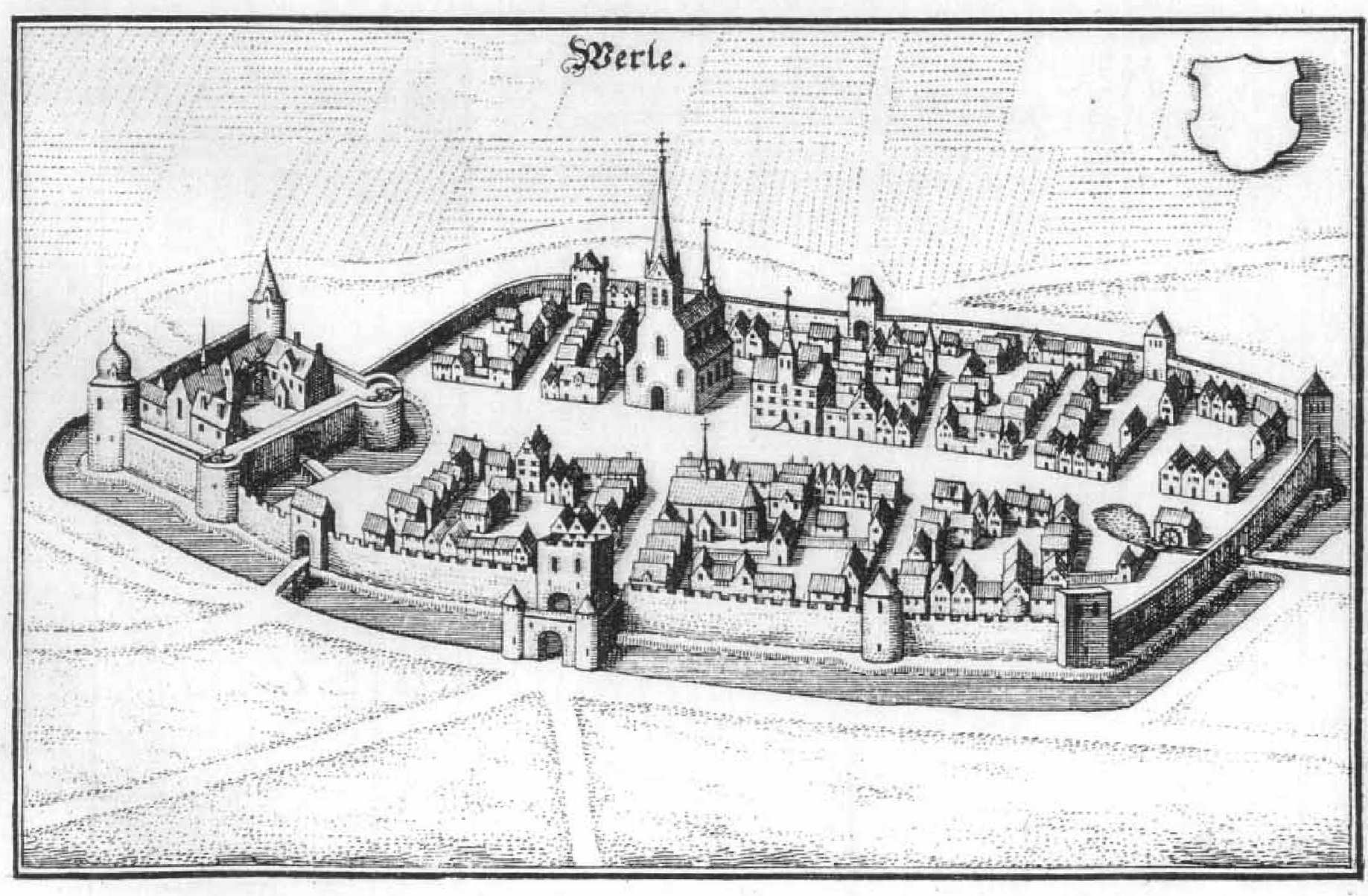
Werl 1647-ben (Merian)
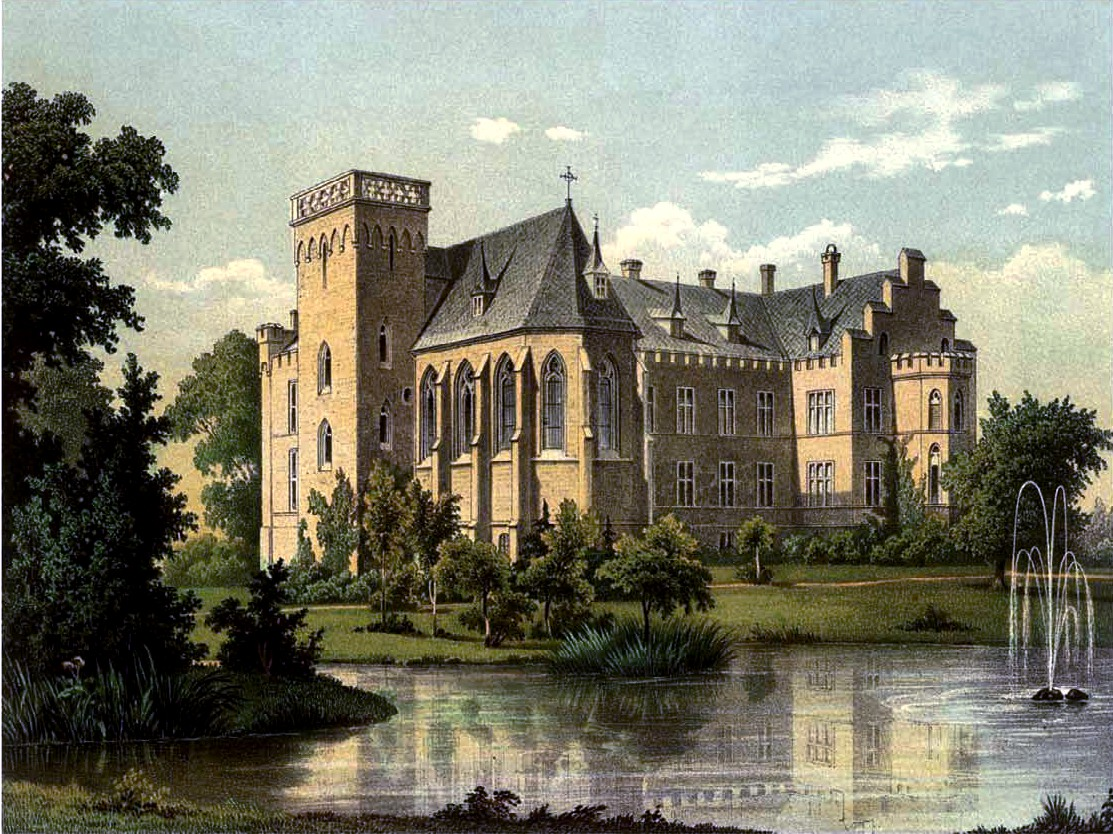
Lohe Sammlung Duncker, 1858
Radierung, 1900
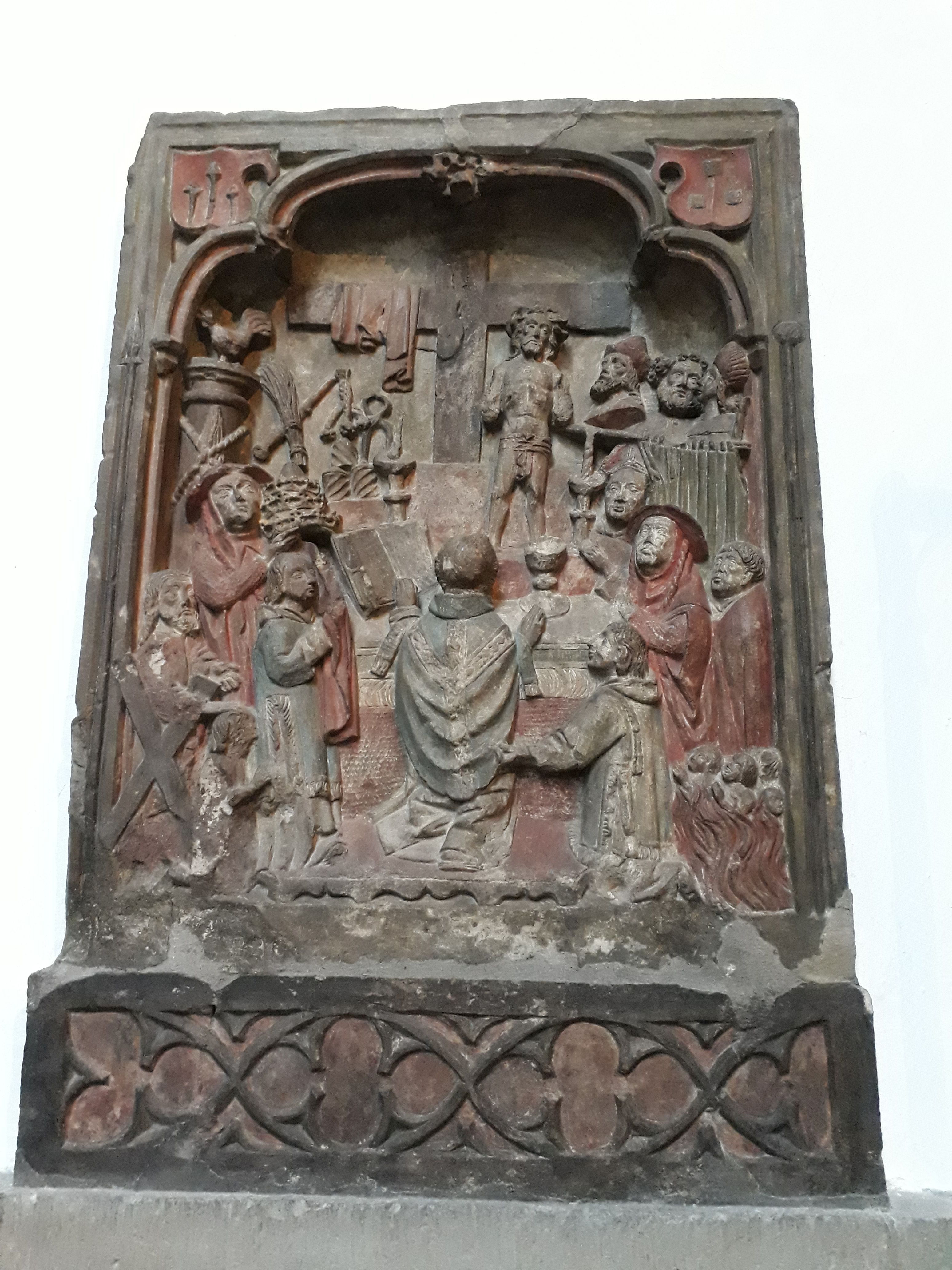
Walburga
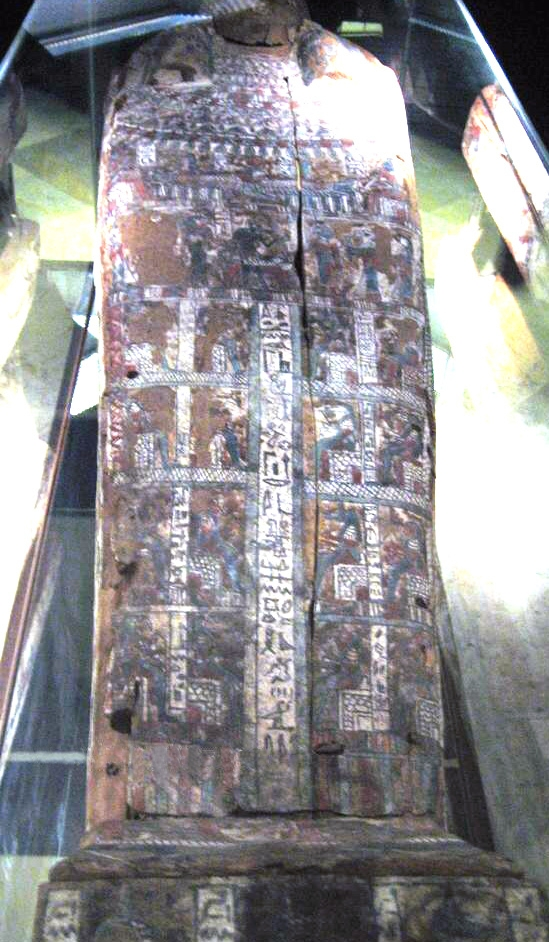
Egyiptomi szarkofág a múzeumból

## Népesség
A település népességének változása:
| Lakosok száma | 25 814 | 30 782 | 30 772 | 30 736 | 31 045 | 30 938 |
|               | 1975   | 2017   | 2019   | 2021   | 2022   | 2023   |